# Hospitalkirche (Stuttgart)

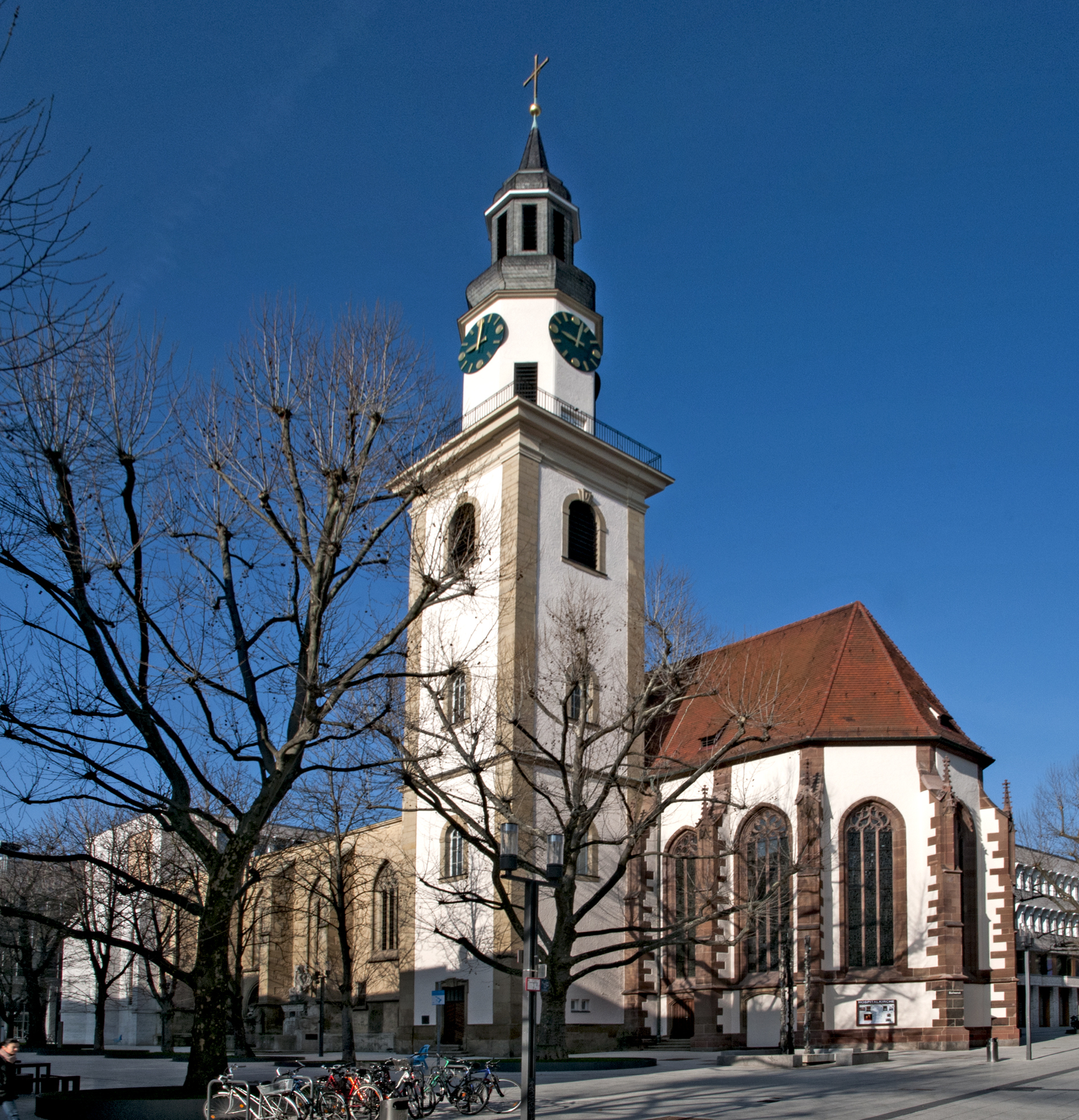
Hospitalkirche (2017)

Innenraum

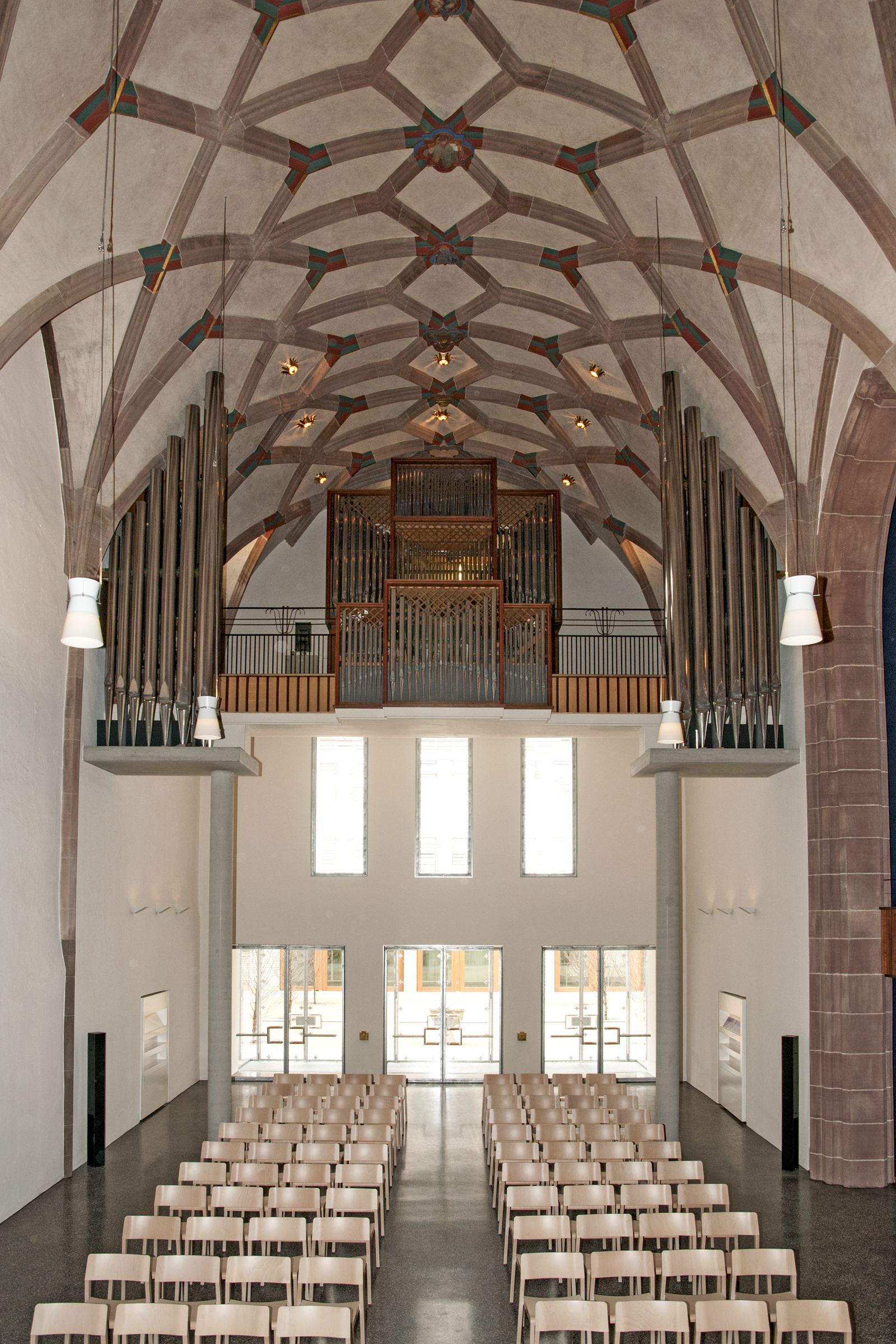
Blick zur Orgel

Die Hospitalkirche ist die dritte große mittelalterliche Kirchengründung in der Altstadt Stuttgarts und heute Mittelpunkt der „Evangelischen Hospitalkirchengemeinde Stuttgart“ innerhalb des Kirchenkreises Stuttgart.

## Geschichte
Die Hospitalkirche war eine zunächst turmlose, dreischiffige spätgotische Hallenkirche mit einschiffigem Langchor, die der Baumeister Aberlin Jörg (Stiftskirche, Leonhardskirche) zwischen 1471 und 1493 für den Dominikanerorden errichtet hatte. Nachdem das Kloster in der Reformation aufgelöst worden war, richtete man in den leerstehenden Gebäuden ein Hospital ein. Die Kirche wurde eine Gemeindekirche der Stiftspfarrei und erhielt im 17. Jahrhundert einen Turm an der Südseite des Chores.
Der Komponist Leonhard Lechner († 1606) liegt in der Hospitalkirche begraben.
1944 wurde das Bauwerk durch Bomben stark beschädigt. Nach dem Krieg wurden nur der Chor und der Turm nach den Plänen von Rudolf Lempp wiederhergestellt. Das Langhaus blieb als Mahnmal gegen den Krieg als Ruine erhalten.

## Ausstattung
Von der ursprünglichen Ausstattung haben sich nur wenige Stücke erhalten, darunter der Sachsenheim-Altar von 1489 und Grabmäler aus dem 16. und 17. Jahrhundert.
Im Chor steht das Original der Kreuzigungsgruppe aus dem Jahre 1501 von Hans Seyfer, die bis vor dem Krieg den Platz hinter der Leonhardskirche schmückte. Dort steht heute eine Kopie von 1976.
Die Orgel wurde 1961 von Orgelbau Friedrich Weigle nach Plänen von Helmut Bornefeld errichtet und in mehreren Etappen erweitert. Sie verfügt über 40 Register auf Schleifladen mit mechanischer Spiel- und elektrischer Registertraktur. Eine elektronische Setzeranlage wurde 1998 nachgerüstet. Die Kirche legt den musikalischen Schwerpunkt auf Neue Musik.
Im Turm hängt ein 6-stimmiges Bronzegeläut mit den Tönen h°, e’, fis’, g’, a’ und h’.

## Umgebung

### Hospitalhof

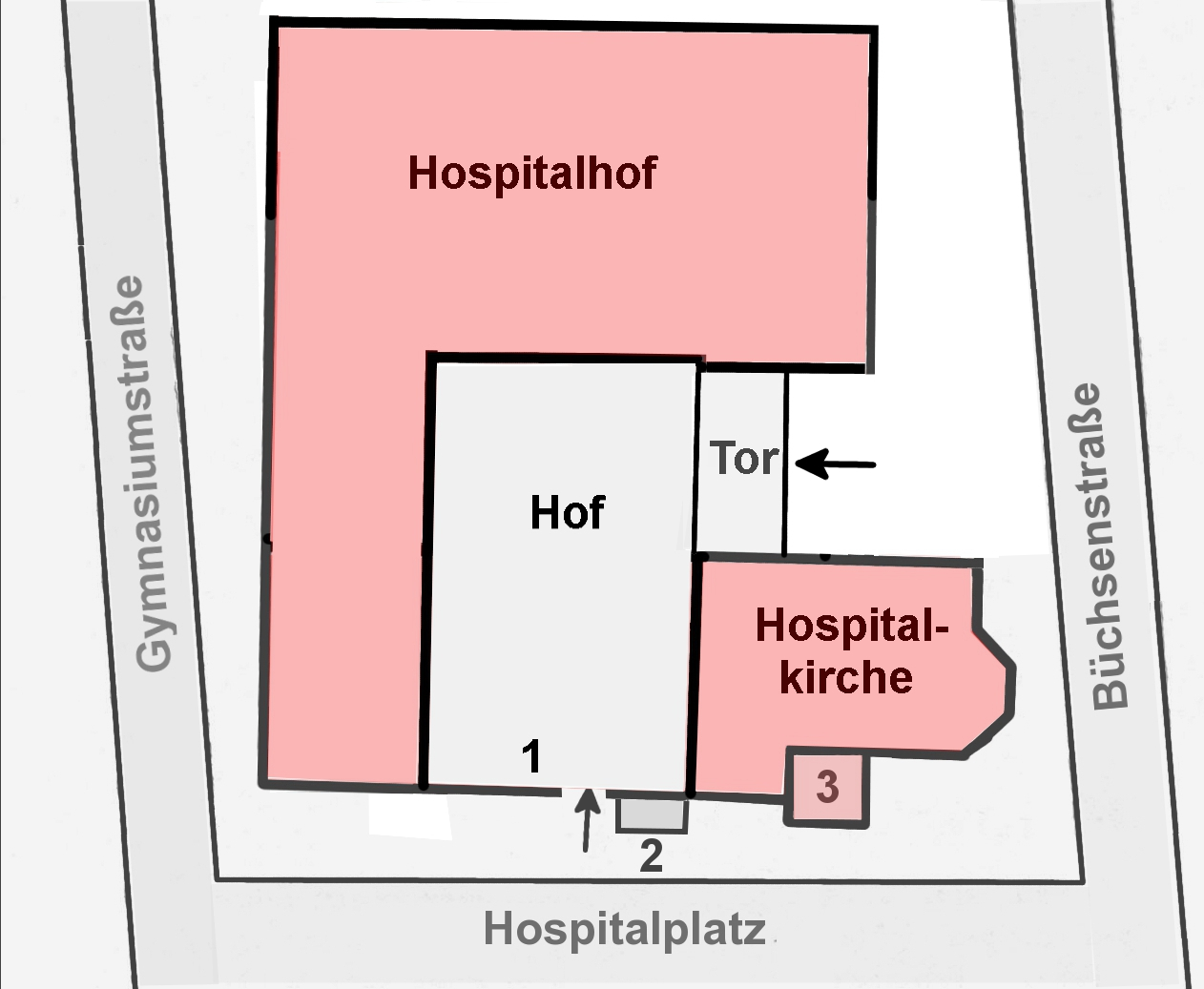
Lageplan Hospitalkirche und Hospitalhof (rechts ist Nordosten)

Die Hospitalkirche bildet mit dem Hospitalhof-Gebäude eine architektonische Einheit mit einem Innenhof. Von 2012 bis 2014 wurde das Gebäude als „neuer Hospitalhof“ komplett neu errichtet. Es beherbergt das Evangelische Bildungszentrum Hospitalhof Stuttgart.
Siehe auch Helmut A. Müller, der Leiter des Evangelischen Bildungszentrums Hospitalhof Stuttgart.

### Hospitalplatz
| 1 Hospitalkirche 2 Reformationsdenkmal 3 Mittelportal |  | 4 Hospitalbrunnen 5 Rasenflächen 6 Hospitalplatz mit Allee |

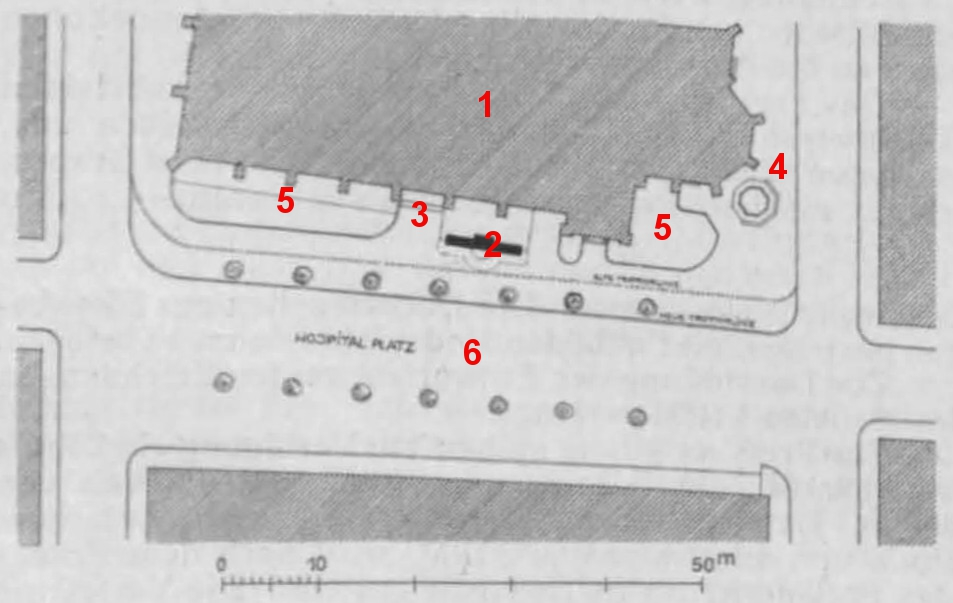
Lageplan Hospitalplatz, 1910 (rechts ist Nordosten). Das Reformationsdenkmal wurde damals für das Jahr 1917 geplant.

Der Hospitalplatz ist der Platz auf der südöstlichen Seite der Hospitalkirche. Es gibt keinen Straßennamen „Hospitalplatz“, es handelt sich um einen aufgeweiteten, etwa 30 Meter breiten Abschnitt der Hospitalstraße. Hier befand sich einst der alte Spitalkirchhof, bis dieser im Jahr 1746 stillgelegt wurde.
Der Hospitalplatz war früher mit einer kurzen Kastanienallee bepflanzt (siehe Lageplan von 1910). Von den beiden Baumreihen blieb nur die Reihe vor der Hospitalkirche übrig. Die neun Bäume behindern die Sicht von Passanten auf die Südfassade der Kirche und das Reformationsdenkmal. Arno Lederer plädierte im Jahr 2010 dafür, die Bäume zu fällen und sie durch eine Baumreihe auf der gegenüberliegenden Straßenseite zu ersetzen, um die historische Sandsteinfassade und das bedeutende Denkmal sichtbar zu machen. Außerdem wollte er dem Hospitalplatz seinen ursprünglichen Charakter als Platz vor der Kirche zurückgeben. Er meinte, der Hospitalplatz sei wegen der Bäume „wirklich kein Ort, an dem man sich gerne aufhält“. Der Vorschlag wurde jedoch abgelehnt.
Im Jahr 2015 wurde der Hospitalplatz zu einem reinen Fußgängerbereich umgestaltet.

### Reformationsdenkmal

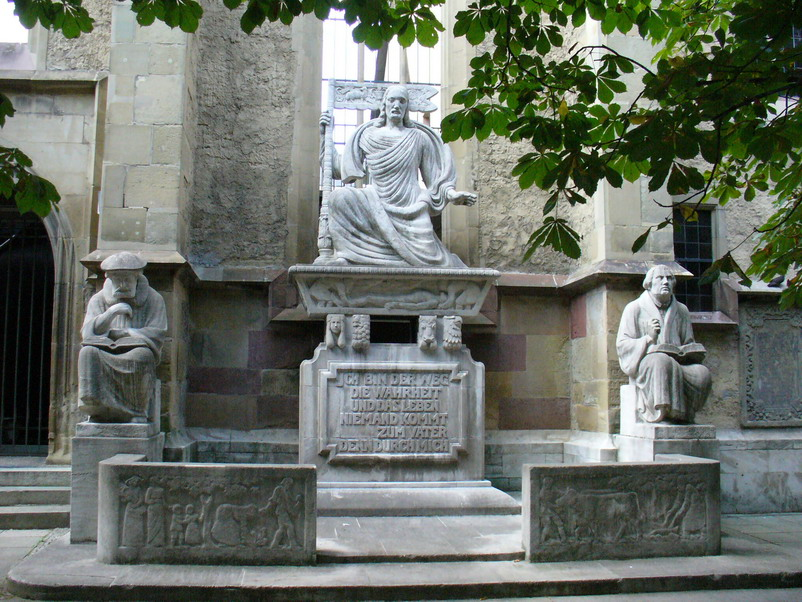
Reformationsdenkmal

Das württembergische Reformationsdenkmal vor der ehemaligen Südfassade der Hospitalkirche wurde 1917 aus Anlass der Vierhundertjahrfeier von Luthers Thesenanschlag von dem Bildhauer Jakob Brüllmann geschaffen und in einheimischem Muschelkalk ausgeführt.
Im Mittelpunkt der abgeschrankten Anlage thront der siegreich wiederauferstandene Christus mit der Siegesfahne. Ihn umgeben Sitzfiguren des deutschen Reformators Martin Luther und des Reformators Württembergs Johannes Brenz sowie Reliefs mit Szenen aus dem bäuerlichen Leben und Reliefs und Inschriftentafeln aus dem Reformationszeitalter.

## Ehemaliges Inventar

### Chorgestühl

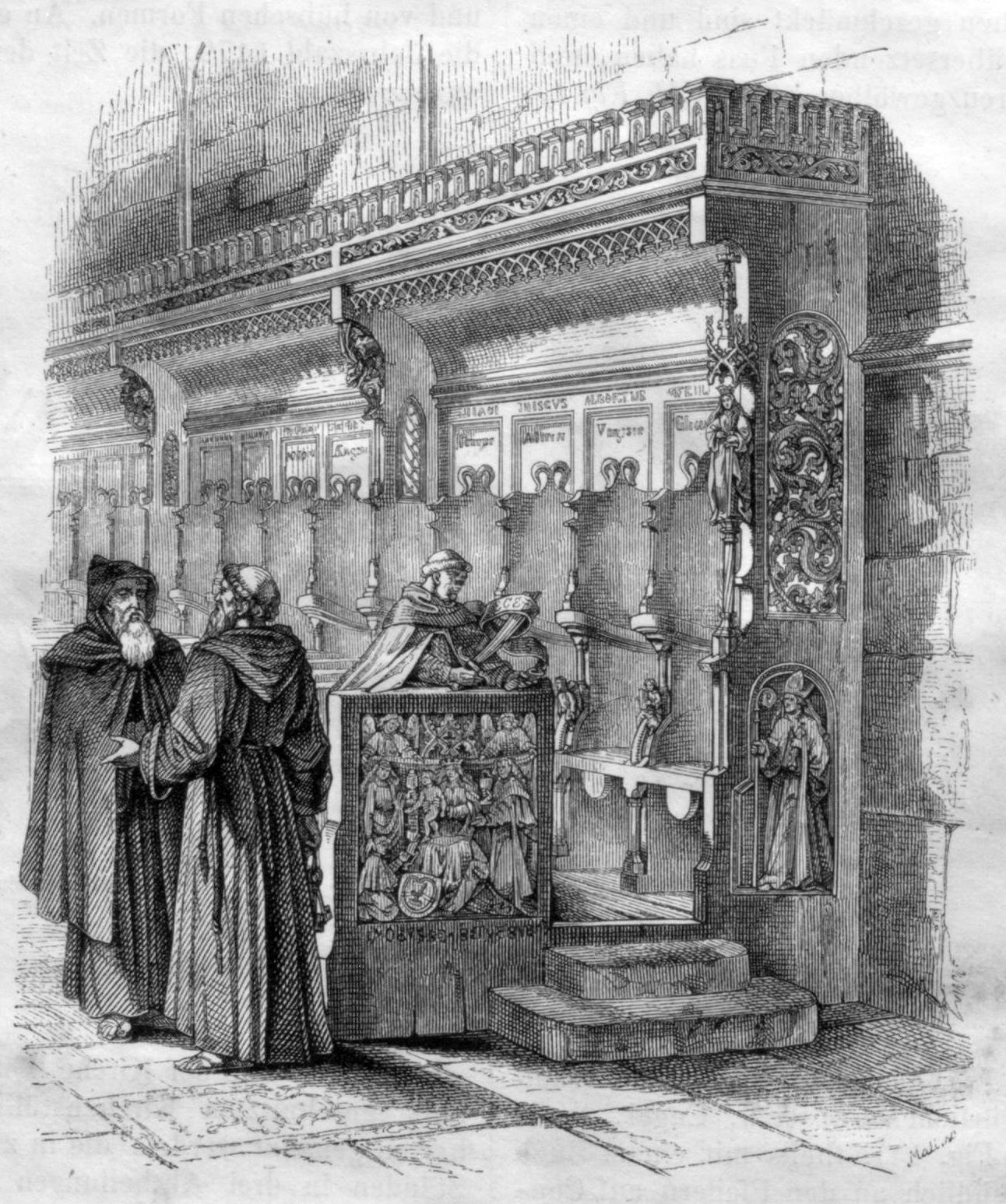
Teil des Chorgestühls, 1855

Das Chorgestühl wurde 1490 und 1493 von Hans Ernst von Böblingen bzw. Conrad Zolner und Hans Haß hergestellt und im Chor der Hospitalkirche aufgestellt. Während des Zweiten Weltkriegs wurde das Chorgestühl, das 1943 noch 63 Sitze umfasste, in der Thomaskirche in Stuttgart-Kaltental geborgen. Nach dem Zweiten Weltkrieg wurde die weitgehend zerstörte Leonhardskirche bis 1950 wieder aufgebaut, während das Schicksal der bis auf Turm, Chor und Südfassade zerstörten Hospitalkirche ungewiss blieb. Die erhalten gebliebenen Segmente des Chorgestühls wurden daher in der Leonhardskirche aufgestellt, wo sie auch nach dem Teilwiederaufbau der Hospitalkirche im Jahr 1960 weiterhin verblieben.
Das erhaltene Chorgestühl in der Leonhardskirche besteht aus sechs Sitzreihen aus Eichenholz mit 57 von ursprünglich 87 Sitzen. Die Sitze sind mit reichem Schnitzwerk an den Wangen, den Knäufen der Armlehnen und den Miserikordien ausgestattet und tragen an den Rücklehnen und Dorsalen Inschriften mit den Namen verbrüderter Klöster. Eine der beiden ursprünglich hinteren Sitzreihen wird von einem Baldachin überkrönt.

### Taufstein

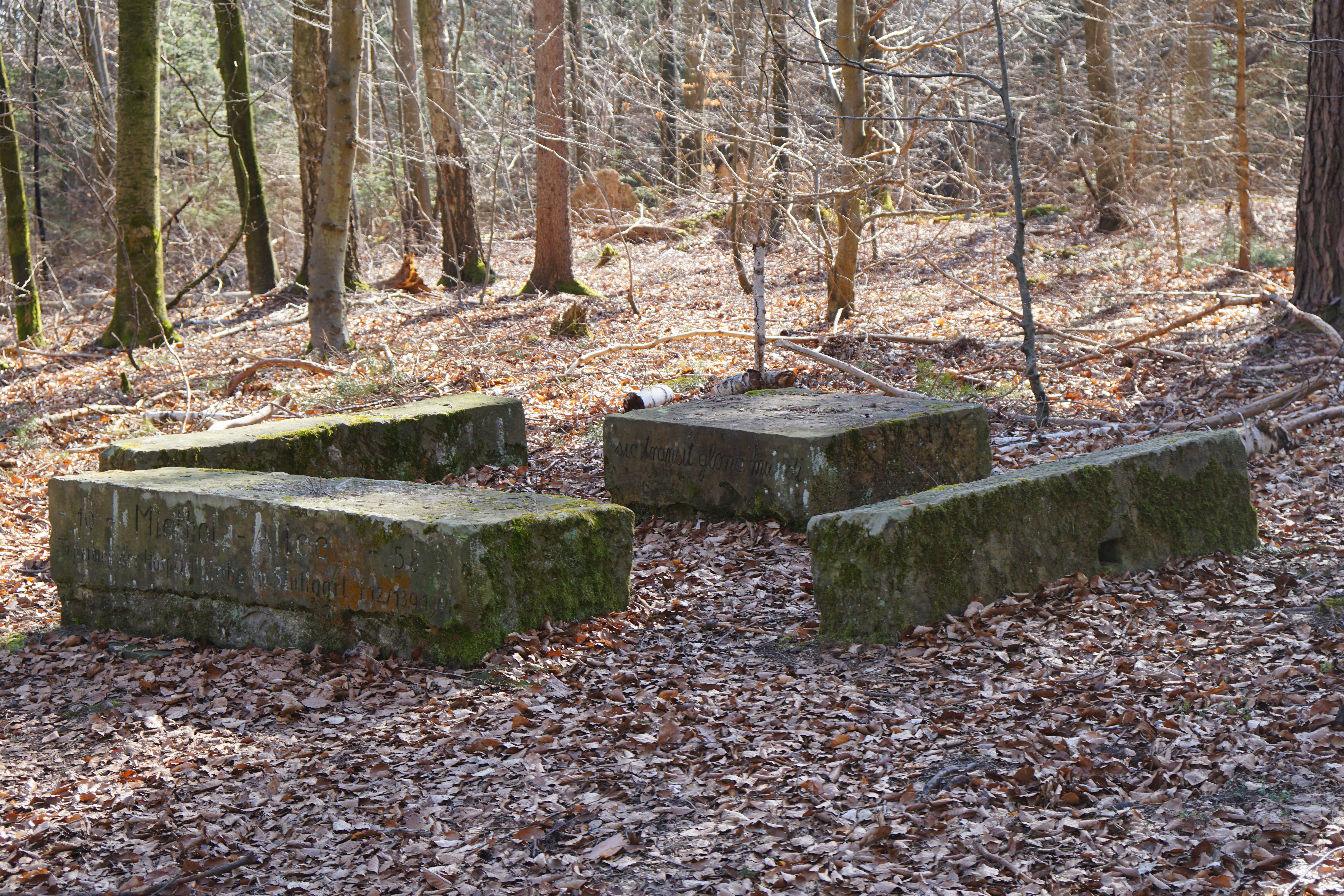
Gedenkstätte Taufstein der Hospitalkirche im Sindelfinger Wald

Der 1809 geschaffene Taufstein gelangte nach der Zerstörung der Kirche 1948 mit anderen Trümmern in das Mietholz im Sindelfinger Wald. Der Revierförster Heinrich Spring ließ ihn dort zu einem Mahnmal umarbeiten und mit der Inschrift „sic transit gloria mundi“ versehen.
Am 12. September 2014 wurde der Taufstein geborgen, restauriert und wieder am alten Standort aufgestellt. Wegen der baulichen Veränderungen liegt der Platz inzwischen im Innenhof des Ensembles Hospitalkirche/Hospitalhof. Die übrigen Teile mit der Inschrift sind als Gedenkstätte im Wald verblieben.